# Rhyacia deliciosa
Rhyacia deliciosa là một loài bướm đêm trong họ Noctuidae.